# Marcoussis
Marcoussis é uma comuna francesa na região administrativa da Ilha de França, no departamento de Essonne. Estende-se por uma área de 16,8 km². Em 2010 a comuna tinha 8 328 habitantes (densidade: 495,7 hab./km²).